# Tief wie der Ozean
Tief wie der Ozean ist ein US-amerikanisches Filmdrama von Ulu Grosbard aus dem Jahr 1999.

## Handlung
Beth Cappadora und ihr Ehemann Pat aus Madison erleben die größte Angst jeder Eltern, als Beth ihren dreijährigen Sohn Ben in einer von Menschen gefüllten Hotellobby in Chicago bei einem Klassentreffen verliert. Ihre fieberhafte Suche nach ihm endet erfolglos; Beth erleidet wenig später eine Panikattacke. Unfähig mit sich selbst umzugehen, vernachlässigt sie in der Folge Bens Geschwister Vincent und Kerry.
Nach neun Jahren lebt die Familie in Chicago, wo Pat ein Restaurant eröffnet hat, und scheint schließlich das unerwartete Verschwinden ihres Kindes akzeptiert zu haben. Ein Junge, der Beth ungewöhnlich verwandt vorkommt, erscheint vor ihrem Haus und bietet ihnen an, den Rasen ihres Grundstücks zu mähen. Beth ist überzeugt, dass der Junge, der sich als Sam vorstellte, tatsächlich ihr Sohn ist.  Es stellt sich heraus, dass Ben von einer psychisch kranken Frau, einer ehemaligen Klassenkameradin Beths, entführt wurde. Diese Frau heiratete später, und erzog Ben zusammen mit ihrem Ehemann bis zu ihrem Selbstmord wie ihr eigenes Kind. Ben wird der Familie Cappadora zugesprochen. Der Versuch, Ben wieder in der Familie Cappadora aufzunehmen scheint vorerst zu scheitern.
Als die Probleme zwischen Ben und den Cappadoras zu groß werden, entscheidet die Familie sich, ihn zurück an den Adoptivvater zu geben. Eines Nachts jedoch findet Vincent Ben draußen Basketball spielend. Ben verzeiht schließlich Vincent, der damals als Fünfjähriger für das Verschwinden von Ben verantwortlich gemacht wurde.

## Rezeption

### Bewertung
Tief wie der Ozean nahm gemischte Kritiken entgegen. Auf Rotten Tomatoes hält der Film eine Wertung von 44 %, auf Metacritic 45 von 100 Punkten.
Zwei sehr negative Bewertungen kamen von Roger Ebert und Desson Thompson. Ebert beschreibt den Film als „unglaublich phlegmatisch“ und „schwer anzusehen“, während Thompson vor allem Michelle Pfeiffers, Ulu Grosbards und Stephen Schiffs Arbeit am Film bemängelt.
Prisma schrieb: „Ulu Grosbard […] drehte hier ein rührseliges Familiendrama, das viel zu gemächlich in die Gänge kommt, um später dann mächtig auf die Tränendrüse zu drücken. Aber für Freunde von Taschentuch-Unterhaltung ist diese weinerliche Nummer vielleicht genau das Richtige.“
Ähnlich kritisierte auch Karola Kostede für Cinema: „Leider verwurstete Regisseur Ulu Grosbard Jacquelyn Mitchards Vorlage "Tief wie der Ozean" zum Lore-Roman: Konflikte werden aufs oberflächlichste gelöst, seelische Entwicklungen vorhersehbar durchexerziert. Zwar überzeugt Michelle Pfeiffer in der Rolle der sympathisch unperfekten Mutter, weil sie deren Verzweiflung ganz unpathetisch spielt. Den Film kann sie trotzdem nicht retten. Und so endet dieses potentiell herzzerreißende Familiendrama so happy wie ein Groschenroman. – Flach wie eine Pfütze.“

### Auszeichnungen
Ryan Merriman wurde für den Young Artist Award in der Kategorie Bester Nebendarsteller in einem Spielfilm nominiert.